# Cas Obergefell contra Hodges
El cas Obergefell contra Hodges (en anglès: Obergefell v. Hodges) va ser un cas judicial en el Tribunal Suprem dels Estats Units en el qual la cort va sentenciar que el dret fonamental de les persones del mateix sexe a contreure matrimoni es troba en la Catorzena Esmena a la Constitució dels Estats Units i que, per tant, no pot ser prohibit per la legislació estatal. En altres paraules, es va establir que els matrimonis de les persones del mateix sexe són vàlids en tots els estats i han de poder celebrar-se en tot el país, conforme el prescriu la Constitució dels Estats Units.

## Fets
Aquest cas no va ser la culminació d'una sola demanda. En última instància, és la fusió de sis casos de tribunals inferiors, que originalment representaven a setze parelles del mateix sexe, set dels seus fills, un vidu, una agència d'adopció i un director de funerària. Aquests casos procedien de quatre estats. Eren els casos de DeBoer contra Snyder (Michigan), Obergefell contra Kasich i Henry contra Wymyslo (Ohio), Bourke contra Beshear i Love contra Beshear (Kentucky) i Tanco contra Haslam (Tennessee).
Després que totes les sis decisions dels quatre tribunals federals de districte van fallar a favor dels demandats, els governadors Tennessee, Michigan i Kentucky i el director de salut d'Ohio van apel·lar els seus respectius casos entre el gener i juliol de 2014.
Al novembre de 2014, després d'una llarga sèrie de decisions dels tribunals d'apel·lació d'aquest any dels circuits Quart, Setè, Novè i Desè que les prohibicions a nivell estatal del matrimoni entre persones del mateix sexe eren inconstitucionals, mentre que el Sisè circuit va dictaminar que estava obligat pel cas Baker contra Nelson i va considerar que aquestes prohibicions eren constitucionals. Això va crear una divisió entre els circuits i va portar a una gairebé inevitable revisió de la Cort Suprema.
Decidit el 26 de juny de 2015, la Cort va anul·lar de manera explícita la doctrina que va sorgir del cas Baker contra Nelson, la qual cosa legalitzava en tots els estats l'emissió de llicències de matrimoni a parelles del mateix sexe i que reconeguin els matrimonis del mateix sexe realitzats vàlidament en altres jurisdiccions. En altres paraules, la sentència va portar la legalització del matrimoni homosexual en tot Estats Units i els seus territoris.
Abans de Obergefell, el matrimoni entre persones del mateix sexe ja s'havia establert per llei, per decisió judicial o per iniciativa dels votants en trenta-sis estats, el Districte de Columbia i Guam.